# Surface de traînée
En mécanique des fluides, la surface de traînée est une grandeur qui permet de quantifier la force de résistance à l'avancement {\displaystyle F_{x}} ou traînée d'un corps. 

## Expression de la traînée
La traînée est le produit de la pression dynamique q par la surface de traînée {\displaystyle S_{x}}:
{\displaystyle F_{x}=q.S_{x}}

### pression dynamique
q est la pression dynamique définie par : 
{\displaystyle q={\frac {1}{2}}.\rho .v^{2}}
- ϱ (rho) est la masse volumique du fluide en kg/m3
- v est la vitesse dans le fluide en m/s

### surface de traînée
La surface de traînée {\displaystyle S_{x}} est le produit de la surface de référence par le coefficient de traînée : 
{\displaystyle S_{x}=S.C_{x}}
- S est la surface de référence.

. corps bien profilé (peu de décollements, faible traînée de pression): S est généralement la surface portante (aile) ou la surface mouillée (fuselage).
. corps moins bien profilé (automobile, importants décollements): S est la surface frontale ou maître-couple, projection du mobile sur un plan perpendiculaire à la direction suivie. Dans certains cas le maître-couple peut être plus petit que la surface frontale.
- {\displaystyle C_{x}} est le coefficient de traînée, caractéristique de la forme (traînée de pression), du Nombre de Mach (effet de la compressibilité), de l'état de surface du mobile et de la viscosité du fluide (traînée de frottement).

## Exemples
- en automobile,

le maître-couple {\displaystyle S} est la surface frontale du véhicule et {\displaystyle C_{x}} le coefficient de traînée
- en aéronautique,

S = surface projetée de l'aile et Cx = coefficient de traînée du profil d'aile
S = surface projetée de l'aile et Cxi = coefficient de traînée induite par la portance de l'aile
S = surface mouillée d'une surface et Cxf = coefficient de frottement de cette surface